# Les Costes (Perauba)
Les Costes és una costa de muntanya del terme municipal de Conca de Dalt, a l'antic terme d'Hortoneda de la Conca, al Pallars Jussà, en territori que havia estat de l'antic poble de Perauba.
Està situat just a sota i al nord del Serrat dels Boix de la Serra, a la capçalera de la llau de la Font Freda. És al nord de l'extrem de ponent de la Serra de la Travessa.